# Mijaíl Kuznetsov (piragüista)
Mijaíl Nikoláyevich Kuznetsov (en ruso: Михаил Николаевич Кузнецов; Nizhni Taguil, 14 de mayo de 1985) es un deportista ruso que compitió en piragüismo en la modalidad de eslalon.
Participó en tres Juegos Olímpicos de Verano, entre los años 2008 y 2016, obteniendo una medalla de bronce en Pekín 2008, en la prueba de C2 individual. Ganó una medalla de bronce en el Campeonato Europeo de Piragüismo en Eslalon de 2015.

## Palmarés internacional
| Juegos Olímpicos   | Juegos Olímpicos        | Juegos Olímpicos  | Juegos Olímpicos |
| Año                | Lugar                   | Medalla           | Competición      |
| ------------------ | ----------------------- | ----------------- | ---------------- |
| 2008               | Pekín (China)           | Medalla de bronce | C2 individual    |
| Campeonato Europeo |                         |                   |                  |
| Año                | Lugar                   | Medalla           | Competición      |
| 2015               | Markkleeberg (Alemania) | Medalla de bronce | C2 por equipos   |